# Elsbeth Borchart
Elsbeth Borchart (* 3. Dezember 1878 in Margonin, Posen; † unbekannt) war eine deutsche Schriftstellerin.

## Leben
Elsbeth Borchart war die Tochter eines Richters. Bedingt durch die mehrfache Versetzung des Vaters wuchs sie in Tuchel/Westpreußen, Bütow/Pommern und Ratibor/Oberschlesien auf. Sie besuchte die Schule in Ratibor und absolvierte anschließend ein Lehrerinnenseminar, übte den erlernten Beruf jedoch aus gesundheitlichen Gründen nicht aus. Nach dem frühen Tod des Vaters zog sie mit ihrer Mutter und Schwester nach Berlin, wo sie sich u. a. der Schriftstellerei widmete. Seit 1904 veröffentlichte Elsbeth Borchart erfolgreiche erzählende Werke.

## Werke
- Der Liebe Gebot, Berlin
  - 1 (1904)
  - 2 (1904)
- Ilse Römer, Berlin
  - 1 (1905)
  - 2 (1905)
- Der verlorene Sohn, Berlin 1909
- Zur Höhe, Berlin 1909
- Zwei Frauen, Charlottenburg 1911
- Senta Wolfsburg, Berlin [u. a.] 1912
- Helga, Charlottenburg 1913
- Schwester Carmen, Werdau i. Sa. 1914
- Des Weibes Waffen, Berlin 1916
- Föhn, Werdau i. Sa. 1917
- Frau Roses Flucht, Werdau i. Sa. 1917
- Leben heißt kämpfen, Dresden 1917
- Der Siebente, Leipzig 1917
- Deutsches Blut, Dresden 1918
- Jung Siegfried, Chemnitz 1918
- Prüfungszeit, Chemnitz 1918
- Um Freiheit und Frieden, Charlottenburg 1918
- Doktor Lentzes Geheimnis, Chemnitz 1919
- Dornen am Strauche des Lebens, Leipzig 1919
- Lebenswerte, Chemnitz 1919
- Stärker als wir!, Reutlingen 1919
- Der Abt von Rieburg, Charlottenburg 1920
- Schön Rotraut, Reutlingen 1921
- Das Mädchengymnasium zu Treuenburg, Reutlingen 1922
- Zum jenseitigen Ufer, Berlin [u. a.] 1932